# Miconia dichroa
Miconia dichroa är en tvåhjärtbladig växtart som beskrevs av Célestin Alfred Cogniaux. Miconia dichroa ingår i släktet Miconia och familjen Melastomataceae. Inga underarter finns listade i Catalogue of Life.